# Henri Mouillefarine
Henri Louis Désiré Mouillefarine (ur. 1 sierpnia 1910 w Montrouge, zm. 21 lipca 1994 w Clamart) – francuski kolarz torowy i szosowy, srebrny medalista olimpijski.

## Kariera
Największy sukces w karierze Henri Mouillefarine osiągnął w 1932 roku, kiedy Francuzi w składzie: Amédée Fournier, René Le Grevès, Henri Mouillefarine i Paul Chocque zdobyli srebrny medal w drużynowym wyścigu na dochodzenie podczas igrzysk olimpijskich w Los Angeles. W wyścigu finałowym ekipa francuska wyraźnie uległa reprezentacji Włoch. Był to jedyny medal wywalczony przez Mouillefarine'a na międzynarodowej imprezie tej rangi. Na tych samych igrzyskach wystartował również w konkurencjach szosowych, indywidualnie zajmując czternaste miejsce, a wraz z kolegami z reprezentacji był piąty. Nigdy nie zdobył medalu na szosowych ani torowych mistrzostwach świata.